# Gerrit Smith Miller
Gerrit Smith Miller, Jr. (6 december 1869 – 24 februari 1956) var en amerikansk zoolog. Han föddes i Peterboro i New York. Han utexaminerades från Harvard 1894 och arbetade under Clinton Hart Merriam på USA:s jordbruksdepartement. Han arbetade på det amerikanska nationalmuseet Smithsonian Institution i Washington, D.C. från 1898 till 1940, först i en underordnad position och sedan i chefsposition. 1940 blev Miller styrelsemedlem vid avdelningen för biologi vid Smithsonian Institution.
1915 publicerade han de studier han gjort av avgjutningar från exemplar av den så kallade "Piltdownmänniskan" och den slutsats dessa lett honom till, nämligen att käken kom från en fossil apa.